# Euphorbia tinianensis
Euphorbia tinianensis là một loài thực vật có hoa trong họ Đại kích. Loài này được Hosok. mô tả khoa học đầu tiên năm 1935.